# La Révolution d'octobre
Pour plus de détails, voir Fiche technique et Distribution.
La Révolution d'octobre est un film français réalisé par Frédéric Rossif et sorti en 1967.

## Synopsis
Des documents d'archives présentent les événements et les personnalités relatifs à la Révolution d'Octobre. Parallèlement, des séquences tournées sur place nous montrent l'Union soviétique telle qu'elle est cinquante ans plus tard.

## Fiche technique
- Titre : La Révolution d'octobre
- Réalisation : Frédéric Rossif
- Assistants réalisateurs : Albert Knobler, Carlos de Llanos
- Scénario et commentaire : Madeleine Chapsal, Frédéric Rossif
- Directeur de la photographie : Georges Barsky
- Montage : Françoise Duez, Monique Nana
- Musique : Jean Wiener, dirigée par André Girard
- Producteurs : Didier Fouret, Claude Jaeger
- Directrice de production : Michelle Wiart
- Sociétés de production : Télé Hachette - Procinex
- Société de distribution : Les Films Paramount
- Pays d'origine :  France
- Durée : 98 minutes
- Dates de sortie : 
  - France : 11 octobre 1967

## Distribution (voix)
- Suzanne Flon
- Pierre Vaneck
- André Reybaz
- Jean-Pierre Cassel